# Podróż apostolska Jana Pawła II do Słowenii (1999)
88. podróż apostolska Jana Pawła II – odbyła się 19 września 1999 roku. Papież odwiedził Słowenię.
Głównym celem wizyty w Słowenii była beatyfikacja pierwszego Słoweńca Antoniego Marcina Slomška.

## Przebieg pielgrzymki
Przebieg pielgrzymki był następujący:

### 19 września 1999
- powitanie na lotnisku przez prezydenta Słowenii Milana Kučana, arcybiskupa Lublany Franca Rodé i biskupa Mariboru Franca Krambergera w Mariborze
- msza beatyfikacyjna Antoniego Marcina Slomška z udziałem 250 000 osób przy zamku Betnava w Mariborze
- spotkanie w z członkami Konferencji Episkopatu Słowenii w pałacu arcybiskupa Mariboru
- spotkanie z 300 delegatami na krajowy Synod Biskupów oraz rektorami wyższych uczelni w katedrze św. Jana Chrzciciela w Mariborze
- modlitwa przy grobie bł. Antoniego Marcina Slomška w katedrze św. Jana Chrzciciela w Mariborze
- poświęcenie kamienia węgielnego pod budowę kościoła bł. Antoniego Marcina Slomška w Mariborze w katedrze św. Jana Chrzciciela w Mariborze
- spotkanie z burmistrzem Mariboru połączony z podpisaniem Złotej Księgi Miasta Maribor na lotnisku w Mariborze
- spotkanie z prezydentem Słowenii Milanem Kučanem na lotnisku w Mariborze
- pożegnanie na lotnisku z udziałem władz państwowych i kościelnych